# Бранич кула
Бранич куле су, у средњовековној Србији, биле масивне куле квадратних основа са улазом на спрату. Представљале су употишта намењена последњој одбрани.

## Кула
Судећи према очуваним примерима, бранич куле су могле бити високе и до 30 м. Неке од бранич кула у средњовековној Србији очуване су у Магличу, Крушевцу, Сталаћу, Деспотова кула, утврђења манастира Ресаве... Ресавска бранич кула представља најразвијенији тип и сигурно најбоље остварење српске средњовековне војне архитектуре. Доњи део куле има закошене стране, односно постамент у виду зарубљене пирамиде у чијем средишту је једна засведена просторија, највероватније житница. Кула је имала још шест етажа и круниште са зупцима. У равни последњег спрата налазило се двадесет одбрамбених балкона-машикула. Може се веровати да је слично изгледала и београдска кула Небојша, главна кула замка деспота Стефана Лазаревића.